# Collinsville (Illinois)
Collinsville ist eine Stadt im Südwesten des US-amerikanischen Bundesstaates Illinois.
Das U.S. Census Bureau hat bei der Volkszählung 2020 eine Einwohnerzahl von 24.366 ermittelt.
Die Stadt bezeichnet sich selbst als „Horseradish Capital of the World“ (Meerrettich-Hauptstadt der Welt) und feiert ein jährliches „International Horseradish Festival“. Im Umfeld der Stadt wird Meerrettich angebaut,  der teilweise auch exportiert wird.

## Geographie
Collinsville liegt 20 Kilometer nördlich der Stadt St. Louis im benachbarten Missouri und im Metro-East genannten östlichen Teil der Metropolregion Greater St. Louis. Collinsville gehört überwiegend zum Madison County und zu einem kleineren Teil zum St. Clair County.
Die nördliche Stadtgrenze bildet der Verlauf der Interstate 40. Im Süden grenzt die City an den Canteen Creek. Außer der Ost-West-Verbindung I-40, die hier teilweise gemeinsam verläuft mit den US-Highways 55 und 70, führen die Illinois State Routes 157 und 159 in Nord-Süd-Richtung durch Collinsville.
Nach den Angaben des United States Census Bureaus von 2010 hat Collinsville eine Gesamtfläche von 38,52 km², wovon 38,02 km² auf Land und 0,50 km² (oder 1,3 %) auf Gewässer entfallen.

## Geschichte
Collinsville wurde anfänglich begründet von der Familie Cook sowie einer Gruppe deutschamerikanischer Siedler, die 1812 mit Conestogas aus Pennsylvania gekommen waren und die Holy Cross Lutheran Church aufbauten.
Während des Ersten Weltkrieges verübte ein aufgebrachter Mob einen Lynchmord an einem Deutschamerikaner. Einige hundert Männer nahmen Robert Prager in seinem Haus gefangen, führten ihn barfuß und in eine amerikanische Flagge gehüllt durch die Straßen und zwangen ihn, patriotische Lieder zu singen. Die Polizei nahm Prager zunächst in Schutzhaft, gab ihn aber heraus, als eine große Gruppe drohte, das Gefängnis zu stürmen und niederzubrennen. Sie brachten ihn an den Rand der Stadt und lynchten ihn. Elf Männer wurden wegen des Verbrechens angeklagt, aber alle freigesprochen.

## Demographie
Zum Zeitpunkt des United States Census 2000 bewohnten Collinsville 24.707 Personen. Die Bevölkerungsdichte betrug 701,9 Personen pro km². Es gab 11.025 Wohneinheiten, durchschnittlich 313,2 pro km². Die Bevölkerung in Collinsville bestand zu 91,48 % aus Weißen, 5,85 % Schwarzen oder African American, 0,27 % Native American, 0,59 % Asian, 0,02 % Pacific Islander, 0,59 % gaben an, anderen Rassen anzugehören und 1,19 % der Bevölkerung erklärten, Hispanos oder Latinos jeglicher Rasse zu sein.
Die Bewohner Collinsvilles verteilten sich auf 10.458 Haushalte, von denen in 29,3 % Kinder unter 18 Jahren lebten. 48,1 % der Haushalte stellten Verheiratete, 11,9 % hatten einen weiblichen Haushaltsvorstand ohne Ehemann und 36,2 % bildeten keine Familien. 30,1 % der Haushalte bestanden aus Einzelpersonen und in 11,8 % aller Haushalte lebte jemand im Alter von 65 Jahren oder mehr alleine. Die durchschnittliche Haushaltsgröße betrug 2,35 und die durchschnittliche Familiengröße 2,94 Personen.
Die Bevölkerung verteilte sich auf 23,2 % Minderjährige, 9,7 % 18–24-Jährige, 30,5 % 25–44-Jährige, 21,9 % 45–64-Jährige und 14,6 % im Alter von 65 Jahren oder mehr. Der Median des Alters betrug 37 Jahre. Auf jeweils 100 Frauen entfielen 93,3 Männer. Bei den über 18-Jährigen entfielen auf 100 Frauen 88,3 Männer.
Das mittlere Haushaltseinkommen in Collinsville betrug 42.353 US-Dollar und das mittlere Familieneinkommen erreichte die Höhe von 54.956 US-Dollar. Das Durchschnittseinkommen der Männer betrug 39.379 US-Dollar, gegenüber 27.409 US-Dollar bei den Frauen. Das Pro-Kopf-Einkommen belief sich auf 22.048 US-Dollar. 7,2 % der Bevölkerung und 5,6 % der Familien hatten ein Einkommen unterhalb der Armutsgrenze, davon waren 11,2 % der Minderjährigen und 6,6 % der Altersgruppe 65 Jahre und mehr betroffen.

## Sehenswürdigkeiten

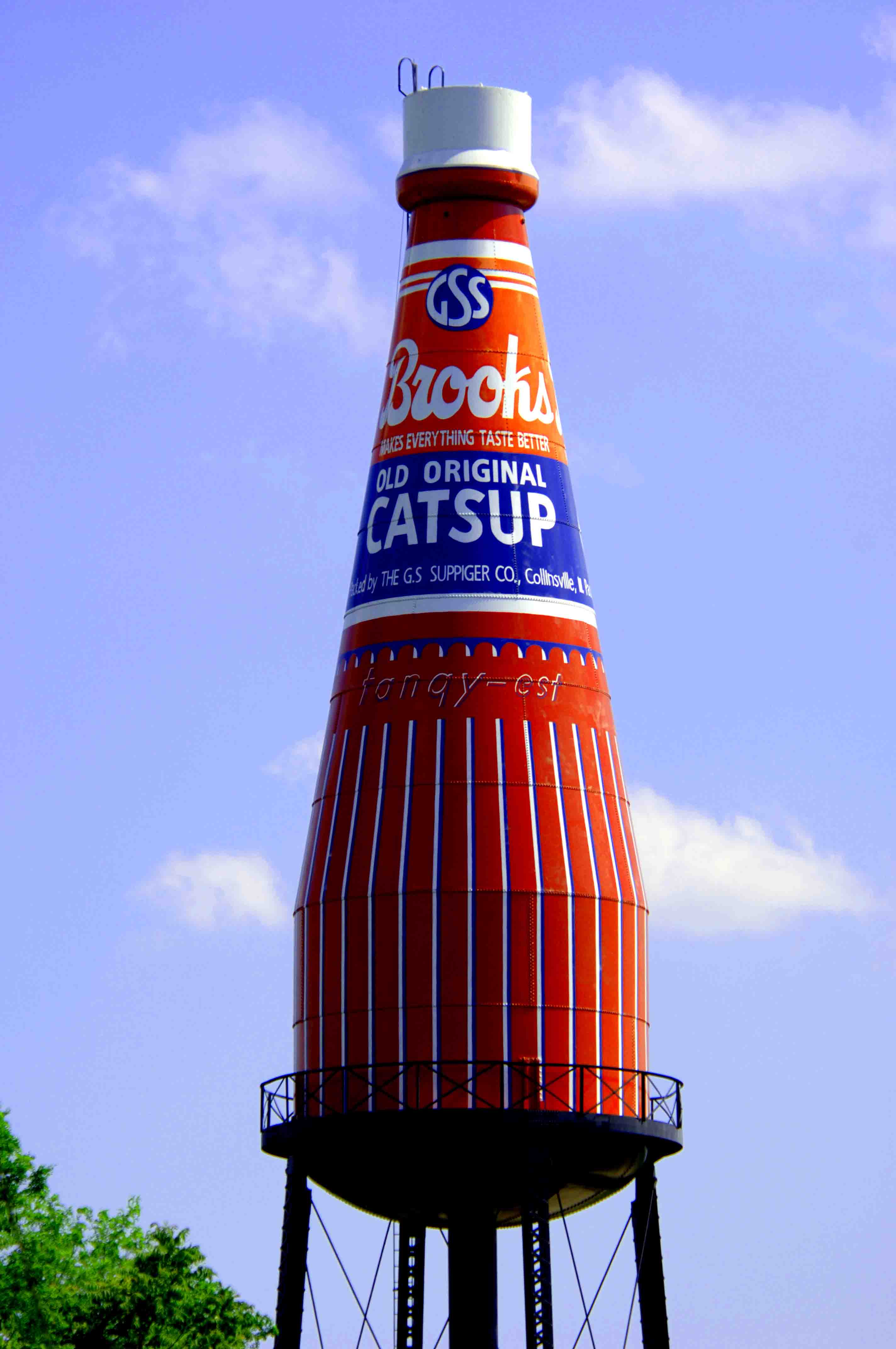
Wasserturm von Collinsville

Der Wasserturm von Collinsville – der 51 Meter hohe Brooks Catsup Bottle Water Tower – ist „die größte Ketchupflasche der Welt“ und im National Register of Historic Places eingetragen. Diese Landmarke wird jährlich mit einem Festival gefeiert.
Die Cahokia Mounds State Historic Site liegt innerhalb der Stadtgrenzen von Collinsville. Diese einst größte präkolumbische Siedlung nördlich des heutigen Mexikos war eine der ersten acht Welterbestätten in den Vereinigten Staaten. Sie erlebte ihren Höhepunkt etwa um das Jahr 1200 mit 20–30.000 Einwohnern – erst nach 1800 sollten in den heutigen Vereinigten Staaten wieder mehr Menschen an einem Ort leben. Zur Stätte gehört Monks Mound, der größte prähistorische Erdhügel in Amerika, sowie heute noch 70 kleinere Mounds. Die Grundfläche von Monks Mound selbst ist größer als die der Cheops-Pyramide. Museum und Besucherzentrum informieren die Besucher.
Die Collinsville City Hall and Fire Station wurde 1885 erbaut und wird noch heute als Rathaus der Stadt genutzt. Das einst auf einem Grundstück der Familie Collins erbaute Gebäude wurde im Italianate-Stil gebaut. Unweit liegt an der Ecke von Center Street und Main Street die frühere State Bank of Collinsville. Das 1916 von Robert G. Kirsch entworfene Bauwerk verfügt über eine Fassade aus Kalkstein und eine Innenausstattung mit Marmorwänden. Etwas weiter westlich an der Main Street befindet sich die Collinsville Public Library. Das im Colonial Style gebaute Backsteinhaus wurde 1937 fertiggestellt. Zusätzliche Flügel entstanden 1967 and 1980.

### National Register of Historic Places
| Ref.-Nr. | NRHP-Nae                                           | Adresse                                          | Aufnahmedatum |
| -------- | -------------------------------------------------- | ------------------------------------------------ | ------------- |
| 02000847 | Brooks Catsup Bottle Water Tower                   | 800 Morrison Ave.                                | 13. Aug. 2002 |
| 66000899 | Cahokia Mounds                                     | 7850 Collinsville Rd., Cahokia Mounds State Park | 15. Okt. 1966 |
| 02001385 | Daniel Dove Collins House                          | 621 W. Main St.                                  | 21. Nov. 2002 |
| 04000865 | Collinsville City Hall and Fire Station            | 125 S. Center St.                                | 20. Aug. 2004 |
| 05000430 | Collinsville Masonic Temple Lodge #712 A.F. & A.M. | 213 W. Clay St.                                  | 22. Mai 2005  |
| 85001913 | Miners Institute Building                          | 204 W. Main                                      | 29. Aug. 1985 |
| 09000233 | State Bank Building                                | 102 W. Main                                      | 23. Apr. 2010 |

## Sport
Die Fairmount Park Racetrack ist eine von drei aktiven Pferderennbahnen in Illinois und die einzige außerhalb von Chicago. Sie verfügt über ein Oval mit einer Rennbahnlänge von einer Meile und wurde 1925 eröffnet. In den 1920er Jahren fand hier das Fairmont Derby statt, 2006 wurde das St. Louis Derby in veranstaltet.
Die Teams der Collinsville High School haben mehrfach in verschiedenen Sportarten die Staatsmeisterschaften gewonnen, darunter 1961 und 1965 (Basketball), 1980 (Baseball), 1981, 1986, 1991 und 1992 (Fußball) sowie  2007, 2008, 2009, 2011 (Mannschaftstanzen). Die Sportteams heißen Kahoks, ein fiktiver Indianerstamm.

## Persönlichkeiten

### Söhne und Töchter der Gemeinde
- Art Fletcher (1885–1950), Spieler, Manager und Trainer der New York Giants und Philadelphia Phillies
- Moses Harrison (1932–2013), Richter am Illinois Supreme Court
- Tony Malinosky (1909–2011), Baseballspieler für die Brooklyn Dodgers
- George Musso (1910–2000), American-Football-Spieler für die Chicago Bears
- John Shimkus (* 1958), US-Kongressabgeordneter
- Kevin Stallings (* 1960), Basketballtrainer

### Weitere Persönlichkeiten
- Terry Moore (1912–1995), Baseballspieler für die St. Louis Cardinals; lebte und starb in Collinsville
- Robert Prager (1888–1918), deutscher Einwanderer, wurde während des Ersten Weltkrieges in Collinsville gelyncht
- Michael Stipe (* 1960), Leadsänger von R.E.M.; machte hier seinen High-School-Abschluss
- Tom Jager (* 1964), Schwimmolympiasieger; ging hier zur High School
- Ken Oberkfell (* 1958), Baseballspieler der St. Louis Cardinals, ging hier zur High School